# Pınarkent, Pamukkale
Pınarkent là một thị trấn thuộc huyện Pamukkale, tỉnh Denizli, Thổ Nhĩ Kỳ. Dân số thời điểm năm 2010 là 5.108 người.